# 金鹿國際流行音樂節
金鹿國際流行音樂節（羅馬尼亞語：Cerbul de Aur）是每年於羅馬尼亞布拉索夫舉辦的國際性歌曲大賽，目前的主辦單位是羅馬尼亞電視台與布拉索夫政府。金鹿國際流行音樂節音樂節於1968年首次舉辦，举办者的初衷是每年举办一届，但因政治及經濟的因素，音乐节一直在断断续续的情况下进行。1971年後，音樂節被共產黨當局禁止，直到1992年再度開始舉辦。2010至2017年，由於缺乏資金而停辦，直到2018年才再度舉辦。